# 张建国 (中国山东政治人物)
张建国（1954年1月—），男，汉族，山东沾化人，中华人民共和国政治人物，曾任山东省人民政府副省长。

## 生平
1970年12月参加工作。1973年9月加入中国共产党。曾任枣庄市副市长、山东省机械工业厅厅长、中共淄博市委书记、中共济南市委副书记、市长，市政府党组书记，山东省人民政府副省长等职务。2013年2月任山东省政府特邀咨询。